# Elżbieta Turnau
Elżbieta Maria Turnau (ur. 22 kwietnia 1933, zm. 23 czerwca 2015 w Krakowie) – polska paleobotanik, profesor nauk o Ziemi.

## Życiorys
W 1956 ukończyła biologię na Uniwersytecie Jagiellońskim. W 1966 obroniła doktorat, a w 1979 uzyskała habilitację.
W latach 1956–2004 pracowała w Instytucie Nauk Geologicznych Polskiej Akademii Nauk w Krakowie. Od 1980 ściśle związana z Solidarnością. W okresie 1987–2000 kierownik Studium Doktoranckiego Zakładu Geologii Dynamicznej ING PAN, a w latach 1992-2000 zastępca kierownika. W 1992 odebrała tytuł profesora nauk o Ziemi.
Członek wielu organizacji krajowych i międzynarodowych: Polskiego Towarzystwa Geologicznego (1956), Polskiego Towarzystwa Botanicznego (1985), Micropalaentological Society (1993-2003) oraz American Association of Stratigraphic Palynologists (1993-2003).
W 2005 przeszła na emeryturę.
Odznaczona Złotym Krzyżem Zasługi (1991) oraz odznaką honorową „Zasłużony dla polskiej geologii” (2006).